# Isola Salt
Salt (in aleutino Uladax) è un'isola disabitata delle isole Andreanof, nell'arcipelago delle Aleutine, e appartiene all'Alaska (USA). Si trova di fronte alla Banner Bay sul lato nord-ovest dell'isola Atka.
Registrata con questo nome (isola dal sale) dal capitano Litke nel 1836.